# Sankt Marein-Feistritz
Sankt Marein-Feistritz är en kommun i distriktet Murtal i förbundslandet Steiermark i Österrike. 
Kommunen har 2 026 invånare (2024) och består av 15 orter (Ortschaften) (inom parentes invånarantal 1 januari 2024):

- Altendorf (195)
- Feistritz bei Knittelfeld (664)
- Feistritzgraben (0)
- Fentsch (121)
- Fressenberg (46)
- Greith (100)
- Hof (85)
- Kniepaß (8)
- Laas (56)
- Mitterfeld (13)
- Moos (6)
- Prankh (109)
- Sankt Marein bei Knittelfeld (313)
- Sankt Martha (191)
- Wasserleith (119)

Kommunen bildades den 1 januari 2015 genom en sammanslagning av kommunerna Feistritz bei Knittelfeld och Sankt Marein bei Knittelfeld.